# Pasir Panjang (Danau Teluk)
Pasir Panjang is een bestuurslaag in het regentschap Jambi van de provincie Jambi, Indonesië. Pasir Panjang telt 1399 inwoners (volkstelling 2010).